# Hanna des Molles
Hanna des Molles född 14 april 2017, är en fransk varmblodig travhäst som tränas av Laurent-Claude Abrivard och körs av Alexandre Abrivard.
Hanna des Molles började tävla i maj 2020 och inledde med en galopp och därefter en andraplats tills hon vann sitt första lopp i sin tredje starten. Hon har till februari 2022 sprungit in 410 320 euro på 23 starter, varav 7 segrar, 6 andraplatser samt 4 tredjeplatser. Karriärens hittills största segrar har kommit i Critérium des 3 ans (2020) och Prix de l'Île-de-France (2023).
Hon har även segrat i Grupp 2-loppen Prix Guy Deloison (2020), Prix Guy Le Gonidec (2021) och Prix Edmond Henry (2022). Hon har även kommit tvåa i Europeiskt treåringschampionat (2020), Prix Reine du Corta (2020), Prix Annick Dreux (2020), Critérium des 4 ans (2021) samt på tredjeplats i Prix Charles Tiercelin (2021), Prix Éphrem Houel (2021) och Prix Paul Leguerney (2021).
Hanna des Molles räknas som en av de bästa i H-kullen födda 2017.